# 天苑十一
天苑十一（波江座τ4）是位于波江座的双星系统，其视星等为3.65。